# Ophiostoma bragantinum
Ophiostoma bragantinum är en svampart som beskrevs av Pfenning & Oberw. 1993. Ophiostoma bragantinum ingår i släktet Ophiostoma och familjen Ophiostomataceae.   Inga underarter finns listade i Catalogue of Life.